# 佐藤章太郎
佐藤 章太郎（さとう しょうたろう、生没年不詳）は、大正時代から昭和時代にかけての京都における新版画の版元。

## 来歴
詳しい閲歴は未詳。1911年（明治44年）に江馬務主宰によって創設された風俗研究会の会員であった。その後、関東大震災後の1924年（大正13年）、章太郎は、震災により版木など全てを失っていた渡辺庄三郎及び松木喜八郎とともに浮世絵や古美術を扱う尚美社を設立した。1925年（大正14年）に吉川観方の『吉川観方創作版画第壹集』（大錦版、雲母摺、縦絵）と三木翠山の『新撰京都名所第壹集』（大錦版、雲母摺、縦絵）、『新撰京都名所第弐集』（大錦版、雲母摺、横絵）という新版画の版画集を出版したことで知られている。これらは全て6枚1組であった。西を代表する新版画の版元としていわゆるデロリとした美を木版画に巧みに生かしている。また、1929年（昭和4年）7月には黒田源次著作の『上方絵一覧』を出版している。この時の住所は京都市縄手四条上ル弁財天町であったことが知られる。その翌年、1930年（昭和5年）に野村芳光の新版画『京洛名所』シリーズを版行している。このほかにも復刻や複製または新作の版画を制作出版したと見られるが、詳細は不明である。　